# Semiothisa pallidaria
Semiothisa pallidaria är en fjärilsart som beskrevs av William Schaus 1901. Semiothisa pallidaria ingår i släktet Semiothisa och familjen mätare. Inga underarter finns listade i Catalogue of Life.